# متلازمة الكمثرية
متلازمة الباببسية (الكمثرية) هي اضطراب عصبي عقلي يحدث عند ضغط أو تهيج العصب الوركي أو غير ذلك من تهيج العضلات الكمثرية مسببة الالم والوخز والخدر في الاليتان، وعلى طول مسار العصب الوركي تنازلياً باستمرار الي أسفل الفخذ الاوطأ والساق. وغالبا مايكون التشخيص صعبا اعتماد صحة التشخيص وتوحيد اختبارات الفحص، ولكن أهم المعايير هو استبعاد عرق النسا الناتج عن ضغط /تهيج جذور العصب الشوكي مثل ما في جانب القرص المنفتق.
قد تكون المتلازمة بسبب الاختلافات التشريحية في علاقة العصب العضلي أو زيادة الاستخدام أو صفة أو نزعة موروثة أو طبيعية.
وقد افترضت بعض الدراسات غير المسيطر عليها بعض النظريات حول هذا الاضطراب، إلا أن نتائج التجارب الرسمية واسعة النطاق مستخدمة الفئة (أ) التي صممت كملخص من قبل الكلية الأمريكية للأطباءووجدت أن وزن الادلة الطبية التي ينبغي النظر فيها أنه يجب وضع متلازمة الكمثري في الاعتبار كتشخيص محتمل في حالة حدوث عرق النسا دون سبب واضح في العمود الفقري.و هناك حاجة الي دراسات معتمدة تدعمها دراسات أمراض القرص الشوكي التي تبين الوتيرة العالية للاقراص غير الطبيعية في المرضى الذين تظهر لديهم أعراض المرض {9}

## فيزيولوجيا المرض
بينما تقصر أو تتقلص عضلات الكمثري بسبب الصدمة أو الإفراط، يمكن ان تضغط أو تخنق العصب الوركي تحت العضلات، وعلي كل، يشار الي مثل هذا النوع بأنه فخ العصبية أو فخ اعتلالات الأعصاب، وتشير الحالة المرضية المعينه المعروفة باسم متلازمة الكمثري إلى أعراض عرق النسا التي لم تنشأ عن جذور شوكية و/ أو عن انضغاط القرص الشوكي، إلا أنها ترتبط بعضلات الكمثري الفوقية. في 15-30 ٪ من المجموعات السكانية يمر العصب الوركي عبر عضلات الكمثري، 

بدلا عن تحته. وذكرت بعض الدراسات أن معدل انتشار متلازمة الكمثري بين مثل هولاء الناس بصورة عامة هو أكثر منها بين السكان الاخرين. وفي مبحث أسباب مرض هذه المتلازمة، قلل بعض الباحثين من أهمية هذه العلاقة

و تسهل أيضا العضلات الالوية غير النشطة تطوير هذه المتلازمة. {15} وهي عضلات مهمة في كل امتدادات الورك وتساعد الكمثري علي الدوران الخارجي لعظم الفخذ. السبب الرئيسي لخمول الالوي هو التثبيط التبادلي غير المرغوب فيه الناتج عن النشاط المفرط لعضلات الفخذ القابضة (القطنية الكبرى والحرقفية والفخذية المستقيمة).و يحدث هذا الخلل عادة عندما يتم تدريب العضلات القابضة في الفخذ علي أن تكون قصيرة جدا ومحكمة، مثل جلوس شخص مثني الوركين في مكان العمل طوال اليوم، يحرم ذلك الألوية من التنشيط. تؤدي العضلات المؤازرة للالوية (أوتار الركبة والمقربة الكبيرة والكمثري) أدورا اضافية هي ليست مصممة للقيام بها وينتج عن ذلك تضخم الكمثري التي تظهر عليها اعراض المرض.
الاذي المفرط الذي يحدث في متلازمة الكمثري يمكن أن يحدث نتيجة لانشطة وضع الجلوس التي تنطوي على استخدام مضني للساقين كما هو الحال في التجديف / الجذف وركوب الدراجات.
العدائين وراكبي الدراجات الهوائية وغيرهم من الرياضيين المشاركين في أنشطة الحركة إلى الأمام معرضين بوجه خاص للإصابة بمتلازمة الكمثري إذا لم يشاركوا في تمارين التقوية والشد، وعندما لا تتوازن الحركات المتكررة الي الامام، مع حركات الساقين الخارجية يمكن أن يؤدي ذلك إلى ضعف مختطفي الورك على نحو غير متكافيء والي عضلات مقربة ضيقة. {16} وهكذا، فان خاطفي الورك الضعيفين على نحو غير متكافيء، بالإضافة الي العضلات المقربة جدا / يمكن ان يكونوا السبب في تقصير عضلات الكمثري وشدة احتكاكها، وعند زيادة 40 ٪ في حجم الكمثري فان اصطدام العصب الوركي يصبح أمر لا مفر منه. وهذا يعني أن الخاطفين في الخارج لا يمكن أن يعملا بشكل صحيح ويوضع كل الإجهاد على الكمثري. {17}
ونتيجة لتشنج عضلة الكمثري، يمكنها أن تصطدم ليس فقط مع العصب الوركي ولكن أيضا مع العصب الفرجي.
يسيطر العصب الفرجي على عضلات الأمعاء والمثانة. وتشمل أعراض انحباس العصب الفرجي الوخز والخدر في مناطق الفخذ والسرج التي يمكن أن تؤدي إلى السلس البولي والبرازي
عندما تحدث متلازمة الكمثري بسبب ضعف العضلات المقربة جنبا إلى جنب مع ضيقها، فان العلاج الفعال والسهل للغاية يشمل شد وتعزيز هذه المجموعات العضلية. يمكن لنظام التمرينات الذي يستهدف الألوية المتوسطة ومجموعات عضلات الورك المقربة أن يخفف أعراض متلازمة الكمثري خلال أيام.
ويقال أن هناك سببا اخر لمتلازمة الكمثرية وهو صلابة أو تحركية المفاصل العجزية الحرقفية وتؤدي التغييرات التعويضية الناتجة في المشية التي تتبع ذلك الي قص أحد أصول الكمثري ومن المحتمل كذلك بعض عضلات الألوية، والنتاج التعويضي الناتج ليس اختلال وظيفة الكمثري فقط ولكن أيضا غيرها من أعراض آلام أسفل الظهر.
ويمكن أيضا أن يكون سبب متلازمة الكمثرية هو زيادة كب القدم، فعندما يحدث كب في القدم، يؤدي ذلك تلقائيا بالركبة الي الدوران الانسي (في اتجاه خط الوسط)، مما ينشط الكمثري لمنع افراط دورات الركبة، ويؤدي هذا بالكمثري الي ان تصبح مفرطة الاستعمال وبالتالي ضيقة، وبالتأكيد يقود ذلك في النهاية إلى متلازمة الكمثري.
ويمكن أيضا أن تترافق متلازمة الكمثري مع اصابة سقوط. {23}

## تقديمات أخرى
بالإضافة إلى التسبب في الألم الالوي الذي قد يشع أسفل الأرداف والساق فقد تظهر المتلازمة مع ألم يمكن التخلص منه بالمشي علي جانب القدم المعني مشيرا إلى الخارج. هذا الوضع يدور الورك خارجيا مقللا من الشد على الكمثري ويخفف قليلا من الألم. تعرف متلازمة الكمثرية أيضا بمتلازمة «محفظة عرق النسا» أو «متلازمة دهون المحفظة»، حيث أن الحالة قد تكون بسبب الجلوس أو قد تتفاقم بالجلوس مع محفظة كبيرة في الجيب الخلفي للجانب المتأثر. {24}

## التشخيص
تشمل مؤشرات عرق النسا (ألم يشع في الأرداف وخلف الفخذ وأسفل الساق)، ونتائج الاختبار البدني هي وجود الترقق في مجال الشق الوركي. ويتفاقم الألم مع النشاط ومع الجلوس لفترات طويلة ومع المشي. التشخيص الي حد كبير تشخيص سريري، وهو أحد الاستثناءات. تبذل المحاولات في الفحص البدني لشد الكمثري المهتاجة ولاثارة ضغط العصب الوركي مثل فرايبرغ وبيس ووفير (الانحناء والتقديم والدوران الداخلي). تشمل الحالات المرضية التي تستبعد فتق النواة تجاه النبض (HNP) والاعتلال المفصلي السطحي وتضيق العمود الفقري والشد العضلي القطني{25}
تشمل طرق التشخيص، الاشعة المقطعية والرنين المغناطيسي والموجات فوق الصوتية، ومخطط كهربية العضل مفيد جدا في استبعاد حالات مرضية أخرى. وعلي كل، الرنين المغناطيسي العصبي هو تقنية تصوير طبية يمكن أن تظهر وجود تهيج العصب الوركي على مستوى الشق، حيث يمر العصب الوركي تحت عضلات الكمثري. ويمكن أيضا أن يحدد التصوير العصبي ما إذا كان لدي المريض انقسام في العصب الوركي أو انقسام في عضلات الكمثري—الذي قد يكون مهما للحصول على نتيجة جيدة من الحقن أو الجراحة. يمكن أن تهديءالصور بالحقن المسترشدة مع ناسخ تصوير الرنين المغناطيسي الضوئي المفتوح عضلات الكمثري بدقة لاجراء اختبار التشخيص. ويمكن الحقن بأساليب أخرى مثل الحقن العمياء (المسدودة من جانب واحد) وحقن الفلوروسكوبيك المسترشدة ويمكن استخدام الموجات فوق الصوتية أو مخطط كهربية العضل الموجه، ولكن لا يمكن الاعتماد عليها كثيرا حيث عيوب أخرى.

## العلاج
يمكن تحقيق الإسعاف العرضي لالم العضلات والأعصاب بالادوية غير الستيرويدية المضادة للالتهابات و/ أو إرخاء العضلات، ويبدأ العلاج المحافظ عادة بتدريبات الشد والتدليك وبتجنب الأنشطة التي تساهم في المرض، مثل الجري وركوب الدراجات والتجديف وما إلى ذلك. يوصي بعض الأطباء بالعلاج الطبيعي الرسمي بما في ذلك تدريس تقنيات الشد والتدليك وتقوية العضلات الأساسية (الأجسام المضادة والعمود الفقري الخ) للحد من الضغط على الكمثري. تستهدف التدريبات شد الكمثري، ولكنها أيضا قد تشمل أوتار الركبة وعضلات الفخذ للحد من الألم وزيادة نطاق الحركة وقد يجد المرضى الذين يعانون من متلازمة الكمثري التخفيف بالثلج والحرارة حيث قد يكون الثلج مفيدا عند بداية الألم، أو مباشرة بعد القيام بنشاط يسبب الألم، ويمكن أن يكون مجرد كيس من الثلج أو التدليك بالثلج. وغالبا ما يفيد التناوب بين الحرارة والثلج. ويفيد أيضا تقويم عظام القدم مع العلاج والوقاية الذي يمكن أيضا أن يزيد تصحيح المشي الناتج من استخدام الكمثرية، بما يسمح للعضلات بالاسترخاء وبشفاء نفسها. الموجات فوق الصوتية هي خيار آخر حيث توفر حرارة أعمق من حزم الحرارة وحدها.
قد يؤدي فشل العلاجات المحافظة الموصوفة أعلاه إلى إعادة النظر في مختلف الحقن العلاجية مثل التخدير الموضعي (على سبيل المثال اليدوكائين)والادوية المضادة للالتهابات العقاقير و/أو السترويدات القشرية وتوكسين البوتولينوم (BTX,BOTOX)، أو مزيج من الثلاثة. {26} تقنية الحقن (التي تمت مناقشتها في المقطع أعلاه) هي قضية هامة، حيث أن الكمثري عبارة عن عضلة عميقة الجلوس. ويجوز لطبيب الأشعة أن يساعد في هذا الإعداد السريري عن طريق حقن جرعة صغيرة من الدواء تحتوي على عامل شال مثل توكسين البوتولينوم تحت تحكم الاشعة المقطعية. وهذا يثبط نشاط عضلات الكمثري لمدة 3-6 أشهر من دون أن يسفر عن ضعف في الساق أو ضعف في النشاط. {28}
و نادرا ما يوصي بالجراحة.فالتشخيص بصورة عامة جيد، والجراحة مع الحد الادني المتاح باستخدام التقنيات المذكورة قد أثبتت نجاحها أيضا وأحرزت نتائج رسمية واسعة نشرت في 2005 {29/}
قد يكون عدم علاج متلازمة الكمثري تاليا لاصابة كامنة في العضلات الغائرة الحابسة الداخلية.[30]

## الوصلات الخارجية
- تسلسل صور عضلة الكمثري التي حقنت تحت توجيه الاشعة المقطعية.